# Recreatiebad Enkhuizerzand
Recreatiebad Enkhuizerzand is een zwembad in de gemeente Enkhuizen in de Nederlandse provincie Noord-Holland.

## Geschiedenis
Recreatiebad Enkhuizerzand is sinds 1996 in beheer van de Stichting Recreatievoorzieningen voor Enkhuizen die de exploitatie verzorgt voor de gemeente Enkhuizen. Voordat Recreatiebad Enkhuizerzand zijn deuren opende, waren ‘De Kwaker’ en het buitenbad sinds lange tijd de gemeentelijke zwembaden van Enkhuizen. Toen er in 1993 plannen waren om de zwembaden te renoveren is er een onderzoek gedaan naar de verschillende mogelijkheden. De renovatiekosten zouden om een grote financiële injectie vragen. Omdat deze investering te groot was voor deze toch al verouderde zwembaden werd er besloten een compleet nieuwe zwemaccommodatie te bouwen. In 1994 is men begonnen met de bouw van het nieuwe zwembad op het Recreatieoord gelegen aan het IJsselmeer. Op 1 januari 1996 opende het zwembad zijn deuren.

## Toekomst
Het Recreatieoord Enkhuizerzand zal in de toekomst omgevormd worden tot een nieuw en uitgebreid recreatiegebied. Er zal onder andere een nieuwe camping en bungalowpark gerealiseerd worden. Recreatiebad Enkhuizerzand zal hier deel van gaan uitmaken.